# Ernst Friedrich Lauteschläger
Ernst Friedrich Lauteschläger (* 9. August 1827 in Darmstadt; † 8. Mai 1874 ebenda) war Kreisrat des Kreises Lindenfels im Großherzogtum Hessen.

## Familie
Seine Eltern waren der Gymnasiallehrer und Hofrat Dr. phil. Georg Kaspar Lauteschläger (1790–1864) und dessen Frau Louise Friederike, geborene Reichert. Die Familie war evangelisch.
Ernst Friedrich Lauteschläger heiratete 1860 Anna Weber (1837–1884), Tochter des Rentiers Johann Valentin Weber.

## Karriere
Ernst Friedrich Lauteschläger studierte Rechtswissenschaft und trat anschließend eine Stelle als Regierungsakzessist bei der Verwaltung des Großherzogtums Hessen in an. 1858 wurde er Assessor beim Kreis Alsfeld, 1863 beim Kreis Groß-Gerau. 1871 erhielt er – zunächst kommissarisch und 1872 endgültig – die Stelle des Kreisrats des Kreises Lindenfels. 1874 ließ er sich aus gesundheitlichen Gründen in den Ruhestand versetzen und starb knapp einen Monat später.